# 长江镇 (衡山县)
长江镇，是中华人民共和国湖南省衡陽市衡山县下辖的一个乡镇级行政单位。

## 行政区划
长江镇下辖以下地区：
长虹社区、富台村、新桥村、孝子碑村、石子村、柘塘村、林场村、袁家冲村、永丰村、新泉村、高桥村、观止村、回流村、熬洲村、新园村、杨家园村、麻塘村、霞流冲村、铁坑村、阳田村、新苏村、石桥铺村、桥坪村、宋桥村和金门村。